# Psychoneuroendokrinologie
Die Psychoneuroendokrinologie, ein Teilgebiet der Psychoendokrinologie, untersucht die wechselseitigen Zusammenhänge zwischen Verhalten und Erleben einerseits und endokrinen Funktionen andererseits. Die PNE ist eine relativ junge Disziplin, wie die wissenschaftliche Psychologie insgesamt. Die Zielrichtung ist die Erforschung psychischer und neurologischer Erkrankungen. Diese Forschungsbereiche befinden sich jedoch noch im Stadium der Grundlagenforschung.
Es gibt mehrere benachbarte Wissenschaftsdisziplinen, die sich in ihren Forschungsgebieten teilweise überschneiden:
- Die Endokrinologie ist die Lehre von den Hormonen.
- Die Neuroendokrinologie beschäftigt sich mit den Zusammenhängen zwischen dem Hormonsystem und dem Nervensystem.
- Die Psychoneuroimmunologie beschäftigt sich mit den Zusammenhängen von Psyche, Nervensystem und Immunsystem.
- Die Neuropsychologie beschäftigt sich mit der Variation physiologischer Prozesse im zentralen Nervensystem und deren Auswirkungen auf psychische Prozesse.

## Forschungsgegenstand der Psychoneuroendokrinologie
→ Hauptartikel Hormone
In der Psychoneuroendokrinologie werden endokrine Prozesse im Kontext der Psychologie untersucht. Forschungsgegenstand sind dabei hormonelle Prozesse vorwiegend folgender endokriner Drüsen:
- Epiphyse
- Hypothalamus
- Adenohypophyse
- Neurohypophyse
- Schilddrüse und Nebenschilddrüsen
- Nebennieren
- Das Gastroenteropankreatische endokrine System (GEP) – Zwölffinger- und Dünndarm – Pankreas – exokrines Drüsengewebe: Langerhans-Zellen
- Gonaden
- Plazenta
- Haut

Allgemein können Hormone als chemische Signalstoffe definiert werden, die in speziellen Zellen produziert und meist über den Blutstrom in verschiedene Körperregionen transportiert werden. Dort zeigen sie ihre spezifische Wirkung. Grundlegend wird diese Wirkung durch Bindung an einen Rezeptor entfaltet. Es werden exokrine und endokrine Drüsen unterschieden. Endokrine Drüsen sezernieren Hormone direkt ins Blut, in die Lymphe oder ins Gewebe; exokrine Drüsen geben ihre Sekrete über einen Ausführungsgang an eine innere oder äußere Körperoberfläche ab. Von Hormonen unterschieden werden Neurotransmitter. Diese Botenstoffe werden in den synaptischen Spalt zwischen zwei Nervenzellen ausgeschüttet, um an der postsynaptischen Nervenzelle ihre Wirkung zu entfalten. Des Weiteren gibt es funktionelle Zwischenformen (zwischen Hormon und Neurotransmitter), sogenannte Neuropeptide. Es lassen sich ferner verschiedene Klassen von Botenstoffen je nach chemischer Struktur unterscheiden: Steroidhormone und andere Stoffe, Aminosäurederivate, Peptidhormone oder Proteinhormone.

### Kommunikationswege von Hormonen
Um entsprechend ihrer Funktion wirken zu können, müssen Hormone mit dem Körper kommunizieren. Vier verschiedene Kommunikationswege sind weitgehend belegt.
Die synaptische Kommunikation in chemischen Synapsen erfolgt durch die Freisetzung eines Transmitters. Dieser diffundiert durch den synaptischen Spalt und wirkt dann auf eine andere Zelle. Als autokrine Sekretion wird die Kommunikation von Hormonen bezeichnet, die nicht nur andere Zellen beeinflussen, sondern auch durch Rückkopplungsmechanismus die eigene Zelle beeinflussen. Parakrine Sekretion bezeichnet die Freisetzung von Hormonen aus einer Zelle, die durch den extrazellulären Raum diffundieren und die unmittelbar benachbarten Zellen beeinflussen. Bei der endokrinen Kommunikation werden Hormone in einer endokrinen Drüse gebildet und gelangen durch Freisetzung in die Blutbahn und können so alle Körperzellen mit entsprechendem Rezeptor beeinflussen. Eine Unterkategorie der endokrinen Kommunikation bildet die neuroendokrine Kommunikation. Dabei wird die endokrine Zelle durch synaptische Kommunikation dahingehend beeinflusst, das Hormon in der Blutbahn freizusetzen.

#### Homöostase
Grundsätzlich ist der Körper bei der endokrinen Kommunikation um Homöostase, also Gleichgewicht, bemüht. Dabei stellen endokrine Steuerungs- und Rückmeldemechanismen das Gleichgewicht wieder ein. Entweder wird dies durch die unregelmäßige Hormonfreisetzung erreicht, die oft einer zirkadianen Rhythmik folgt oder die Zelle nutzt die bereits beschriebenen auto- und parakrinen Feedbackprozesse. Letzteres ist besonders wichtig für die reziproke Kommunikation zwischen Gehirn und Körperperipherie.

### Hormonachsen
Im Folgenden werden die zwei am besten untersuchten Hormonachsen im Rahmen der Psychoendokrinologie, die HHNA sowie die HHGA, genauer vorgestellt. Beide stellen einen Kreislauf dar, der über Feedforward- und Feedback-Prozesse geregelt wird: Die Signalübertragung beginnt jeweils mit einem Impuls aus dem Hypothalamus, der die Abgabe von Hormonen ins Blut an der jeweiligen Zieldrüse zur Folge hat. Schließlich unterbinden Rückkopplungsmechanismen zum Hypothalamus die weitere Hormonausschüttung.

#### Hypothalamus-Hypophysen-Nebennierenrinden-Achse (HHNA)
→ Hauptartikel Hypothalamus-Hypophysen-Nebennierenrinden-Achse
Die HHNA zeigt einen circadianen Rhythmus, aber spielt auch eine zentrale Rolle für die Stressantwort des Körpers und ist deshalb für die Psychoneuroendokrinologie von zentraler Bedeutung. Bei Auftreten eines Stressors, wie dem plötzlichen Erklingen einer Sirene, wird im Hypothalamus CRH ins Blut ausgeschüttet, das an Rezeptoren des Hypophysenvorderlappens bindet. Dieser reagiert mit Freisetzung von ACTH, das wiederum über die Blutbahn zur Nebennierenrinde transportiert wird und dort an Rezeptoren bindet. Schließlich setzt die Nebennierenrinde als Folge Kortikoide wie Kortisol frei. Diese Hormone leiten die eigentliche Stressantwort, auch bekannt als Fight-or-Flight-Antwort, ein: Der Blutzuckerspiegel steigt, der Blutdruck wird erhöht, das Immunsystem wird weitestgehend unterdrückt und Verdauungsprozesse werden zurückgefahren. Dieser Feedforward-Kaskade stehen Feedbackprozesse gegenüber, um die Stressantwort zu regulieren: Über Bindung der Glukokortikoide an Kortikosteroidrezeptoren des Hypothalamus und der Hypophyse wird die weitere Hormonausschüttung in beiden Gehirnarealen schließlich unterbunden, was wiederum eine gesteigerte Freisetzung von Kortisol in den Nebennieren verhindert und die Homöostase wiederherstellt.

#### Hypothalamus-Hypophysen-Gonaden-Achse (HHGA)
Die HHGA reguliert die Produktion und Freisetzung der Geschlechtshormone und unterscheidet sich bei Mann und Frau teilweise stark. Während die Hormonproduktion bei Frauen vom Verlauf des Menstruationszyklus abhängt, ist sie bei Männern über die Zeit größtenteils kontinuierlich. Unabhängig vom Geschlecht beginnt die Signalkaskade durch Freisetzung von GnRH im Hypothalamus. Durch Binden von GnRH an Rezeptoren des Hypophysenvorderlappens schüttet dieser sowohl LH als auch FSH aus, die über die Blutbahn zu den Gonaden wandern. Hier wird die Produktion und Freisetzung der jeweiligen Geschlechtshormone angeregt. Indem geschlechtsspezifische in den Gonaden freigesetzte Hormone schließlich wiederum an Rezeptoren des Hypothalamus und der Hypophyse binden, findet ein negativer Rückkopplungsmechanismus statt. Die Freisetzung von GnRH sowie LH und FSH wird infolgedessen heruntergefahren.

## Verschränkungen mit der Psychoneuroimmunologie
Ein Nachbargebiet der Psychoneuroendokrinologie ist die Psychoneuroimmunologie. Dieses Forschungsgebiet beschäftigt sich insbesondere mit den Interaktionen des Immunsystems mit Psyche und Nervensystem. Eine klare Trennung zwischen den Fachgebieten ist kaum möglich, da Nervensystem, endokrines System und Immunsystem vielfältig miteinander verschränkt sind. Sie erhalten gemeinsam und in stetigem Austausch die Homöostase aufrecht. Im Folgenden werden die Interaktionen zwischen neuroendokrinem System und Immunsystem genauer dargestellt und anschließend an Beispielen erläutert.

### Einflüsse des (neuro-)endokrinen Systems auf das Immunsystem
Das neuroendokrine System nimmt insbesondere auf drei Wegen Einfluss auf das Immunsystem: über Nervenenden des sympathischen Nervensystems (SNS), über hypothalamische und Hypophysenhormonen und über Neuropeptide.
Das autonome Nervensystem, zu dem das sympathische Nervensystem gehört, versorgt jegliches Gewebe des Immunsystems, wie Knochenmark, Thymusdrüse, Milz und Lymphknoten mit Nervenreizen. Durch die Innervation von sympathischen postganglionären Neuronen werden das zentrale Nervensystem (ZNS) und das Immunsystem miteinander verbunden. Immunzellen exprimieren Rezeptoren für Noradrenalin (den primären Neurotransmitter des SNS), aber auch für andere Neurotransmitter wie Serotonin, Substanz P, Acetylcholin oder Histamin. Neurotransmitteraktivität an diesen Rezeptoren beeinflusst die Immunaktivität.
Neben Rezeptoren für Neurotransmitter exprimieren Immunzellen auch Rezeptoren für Hormone, sodass der Hormonspiegel im Blutkreislauf Einfluss auf die Immunaktivität nimmt. Einige hormonelle Einflüsse auf das Immunsystem finden sich in den Beispielen weiter unten in diesem Artikel.
Eine weitere Instanz bilden die Thymosine. Thymosine sind Hormone, die im Thymus synthetisiert werden und Einfluss auf neuronale, endokrine und immunologische Prozesse nehmen. Innerhalb des Immunsystems haben Thymosine hauptsächlich Einfluss auf die Synthetisierung, Ausdifferenzierung und Aktivierung von T-Zellen. Da Thymosine in der Lage sind, die Blut-Hirn-Schranke zu passieren, sind sie zudem im zentralen Nervensystem aktiv und stimulieren dort die Ausschüttung von Neuropeptiden und Neurotransmittern.

### Einflüsse des Immunsystems auf das (neuro-)endokrine System
Das Immunsystem kommuniziert mit dem zentralen Nervensystem über den Nervus Vagus, indem die Detektion der Entzündungen im Körper mit Hilfe von ihm an das Gehirn weitergeleitet wird.
Daneben haben auch Zytokine (die Botenstoffe des Immunsystems) Einfluss auf das neuroendokrine System. Sie können durch die Blut-Hirn-Schranke transportiert werden und dort an spezifische Rezeptoren binden. Dadurch können sie auch die Aktivität im Hypothalamus modulieren und haben somit Einfluss auf die Ausschüttung von Releasing-Hormonen. Auch in der Hypophyse können Zytokine die Produktion glandotroper Hormone beeinflussen. Schließlich können Zytokine auch direkt auf die Hormonproduktion an den peripheren hormonellen Drüsen wie der Schilddrüse, den Nebennieren oder den Gonaden einwirken. Dabei hat jedes Zytokin spezifische Auswirkungen und ist nicht zwangsläufig auf allen Ebenen aktiv. Die genaue Wirkung einzelner Zytokine auf das neuroendokrine System ist nur teilweise bekannt und wird weiter erforscht.

### Beispiele

#### HHNA
Einflüsse des endokrinen Systems auf das Immunsystem
Die durch die HHNA ausgeschütteten Glukokortikoide haben starke entzündungshemmende Eigenschaften. Während Stress werden also Glukokortikoide ausgeschüttet, die eine regulatorische Kontrolle über stressinduzierte inflammatorische Reaktionen ausüben. So wird über die suppressive Wirkung auf das Immunsystem (Immunsuppression) verhindert, dass Gewebe geschädigt wird. Außerdem verstärken die Glukokortikoide in bestimmten Situationen die Funktion von T-Zellen und die Reaktionen auf Antigene (stimulierende Wirkung). Diese antiinflammatorischen Prozesse resultieren hauptsächlich aus genomischen Wirkungen. So reduzieren Glukokortikoide die Expression von proinflammatorischen Zytokinen, während sie die Expression von antiinflammatorischen erhöhen.
Einflüsse des Immunsystems auf das endokrine System
Alle Ebenen der HHNA-Signalübertragung werden durch Zytokine reguliert. Insbesondere das Interleukin-6 spielt dabei eine Rolle, das durch Immunaktivierung und akuten Stress ansteigt und in der Hypophyse kolokalisiert ist. Dort beeinflusst es die Hormonproduktion und sorgt für erhöhte Glukokortikoid-Level. Außerdem wird es gemeinsam mit CRH und ADH im Hypothalamus exprimiert und erhöht dort die CRH-Expression und -Sekretion, was sich wiederum in erhöhten ACTH-Leveln widerspiegelt. Außerdem werden Glukokortikoidsignalübermittlungswege an verschiedenen Punkten durch proinflammatorische Zytokine unterbrochen und so die Funktion der Glukokortikoide aufgehoben. Es wird somit deutlich, dass die HHNA in hohem Maße durch das Immunsystem reguliert wird. Diese Effekte sind oftmals in Form einer negativen Rückkopplung, die eine Übersteigerung oder Schäden durch die Immunaktivierung verhindert. Dies bedeutet, dass die Glukokortikoide ansteigen, wenn die Entzündung zunimmt. Dadurch wird die Immunabwehr gehemmt, die Immunreaktion kontrolliert und so z. B. der Entwicklung von Autoimmunerkrankungen vorbeugt.

#### HHGA
Zwar verfügen beide Geschlechter über dieselben immunologischen Zellarten und -Kommunikationswege, doch unterscheiden sie sich in ihrer Art immunologisch zu reagieren. Frauen neigen zu einer höheren Immunantwort als Männer. 80 % aller Patienten mit Autoimmunerkrankungen (z. B. Rheuma oder Multiple Sklerose) sind weiblichen Geschlechts. Eine Ursache für diesen Unterschied ist, dass die gonadalen Geschlechtshormone, wie z. B. Estradiol, Progesteron und Testosteron, die immunologische Zellantwort auf Pathogene mitregulieren, indem sie z. B. an Sexualhormonrezeptoren des Immunsystems binden. Da Frauen und Männer unterschiedliche Geschlechtshormonprofile ausweisen, haben sie auch eine unterschiedliche Immunabwehr.
Auch lassen sich Unterschiede in der Immunabwehr im Rahmen des weiblichen Menstruationszyklus finden. In der prämenstrualen Phase kommt es bei Vorliegen einer Autoimmunerkrankung sowie Asthma zur Symptomverstärkung, wahrscheinlich aufgrund der starken Schwankungen im Progesteron- und Estradiol-Spiegel. Eine ähnliche physiologische Variation der Immunantwort könnte möglicherweise auch während der Einnistung des Embryos und während der gesamten Schwangerschaft stattfinden. Im Vergleich zur Follikelphase, welche sich durch einen hohen Estradiol- und einen niedriger Progesteronspiegel auszeichnet, sinkt der zirkulierende T-Zellenspiegel in der Lutealphase, in welcher der Progesteronspiegel höher ist. Eine bedeutende physiologische Veränderung während der Schwangerschaft ist ein temporärer Abbau des Thymus, der sich nach der Geburt wieder auf sein Ausgangsniveau zurückbildet. Diese Thymusatrophie wird durch den hohen Estradiol- und Progesteronspiegel veranlasst. Die dadurch entstehenden beeinträchtigten Funktionen des Immunsystems sind möglicherweise notwendig, um die Abstoßung des Fötus zu verhindern und den Fortgang der Schwangerschaft zu gewährleisten.
Auch außerhalb einer Schwangerschaft haben die Sexualhormone einen starken Effekt auf den Thymus: Sie fördern die Involution (natürliche Rückbildung eines Organs) und führen damit zur Alterung des Immunsystems. Eine Kastration kann diesen Effekt rückgängig machen. Es konnte gezeigt werden, dass so die Atrophie des Thymusepithels aufgehoben wird und die Anzahl der T-Zellen steigt (Sutherland et al. 2005).

## Bestimmung endokrinologischer Parameter

### Geeignete biologische Materialien
Generell können die Level endokriner Sekretion (beispielsweise die Ausschüttung des stressassoziierten Hormons Cortisol) in einer Vielzahl biologischer Materialien analysiert werden, etwa in Blut, Speichel, Urin, Liquor, Gewebe oder Haaren.
Blut ist geeignet zur Erfassung der Gesamthormonkonzentration (d. h. der freien, biologisch aktiven sowie der gebundenen, biologisch inaktiven Anteile) über sehr kurze Zeiträume (wenige Minuten). Ein Nachteil ist, dass es sich um eine invasive Methode handelt und daher eventuell eine Störvariable bei der Erfassung von Stresshormonen darstellt.
Speichel ist geeignet zur Erfassung der frei zirkulierenden Hormonanteile über sehr kurze Zeiträume (wenige Minuten). Die Probenentnahme ist mit einem minimalen Aufwand verbunden und nicht-invasiv.
Urin ist geeignet zur Erfassung der frei zirkulierenden Hormonanteile über mittlere Zeiträume (wenige Stunden bis maximal ein Tag). Auch hier handelt es sich um eine nicht-invasive Methode.
Haare sind gut als Langzeit-Maß über Wochen bis Monate geeignet. Die Probenentnahme ist mit einem sehr geringen Aufwand verbunden und nicht-invasiv. Nachteile sind, dass keine Daten bei sehr kurzem Haar gewonnen werden können und die Methode nicht anwendbar ist bei Stoffen, die zu schnell verstoffwechselt werden, um in wachsendes Haar eingebaut zu werden, sowie hydrophilen und zu großen Stoffen.
Generell wird davon ausgegangen, dass menschliches Haar etwa 1 cm pro Monat wächst, jedoch haben Studien mittlerweile eine beträchtliche Variabilität von Wachstumsraten zwischen einzelnen Individuen, aber auch zwischen Geschlechtern und Ethnien sowie in Abhängigkeit von betrachteten Kopfhautarealen festgestellt, was bei der Analyse und besonders dem Vergleich erhobener Werte beachtet werden muss.

### Analysemethoden zur Bestimmung von Hormonkonzentrationen
Quantitative Immunassays nutzen spezifische Antigen-Antikörper-Reaktionen. Dabei bindet ein Antikörper an eine spezifische Antigen-Determinante (Epitop) des zu bestimmenden Hormons. Hierbei kann in den kompetitiven und non-kompetitiven Ansatz unterschieden werden. Bei beiden Methoden kann die unbekannte Antigenmenge (d. h. die Hormonmenge) in der Probenlösung nicht direkt beschrieben werden. Die durch das Testverfahren gewonnenen Messdaten müssen stattdessen mit einem Standard verglichen oder anhand einer Standardkurve bestimmt werden. Je nach verwendeter Markersubstanz, die für die Sichtbarmachung der Hormonmenge notwendig ist, spricht man von Enzymimmunoassays (ELISA), Radioimmunoassays (RIA), Fluorimmunoassays (FIA) und Lumineszenzimmunoassays (LIA).
Chromatografische Nachweismethoden: Neben den quantitativen Immunoassays stellen chromatografische Methoden eine zweite gängige Gruppe verwendeter Verfahren zur Konzentrationsbestimmung von Hormonen dar. In der Endokrinologie wird häufig die Gaschromatografie oder die Flüssigchromatografie verwendet, hierbei wird die Probe im gasförmigen bzw. flüssigen Aggregatszustand durch den Chromatografen geleitet. Unterschiedliche enthaltene Stoffe benötigen verschieden lange, um das Gerät zu passieren. Daher kann ein Detektor am Ende des Chromatografen ein Signal generieren, das Aufschluss über die Zusammensetzung der Probe gibt.

### Beispiel: Analyse von Cortisol
Eines der wichtigsten und am häufigsten gemessenen Hormone im Kontext der Psychoendokrinologie ist das Steroidhormon Cortisol. Der Cortisolspiegel folgt einem zirkadianen Rhythmus mit einem Peak am Morgen und einer darauffolgenden Abnahme im Tagesverlauf. Darüber hinaus ist Cortisol zentral für die physiologische Stressreaktion. Cortisol kann für Fragestellungen hinsichtlich kurzfristiger Abläufe (beispielsweise hinsichtlich der Reaktion auf akuten Stress) aus Speichel, Urin und Blut bestimmt werden, für die Darstellung längerer Zeiträume eignet sich jedoch die Haarcortisolanalyse am besten. Nach einigen Vorverarbeitungsschritten (Waschen, um Schweiß, Talg und andere gegebenenfalls verfälschende Substanzen zu entfernen; Trocknen; Einwiegen zur Berechnung der Hormonkonzentration im Verhältnis zur Masse; Zerkleinern; Extraktion von Cortisol mittels organischer Lösungsmittel in mehreren Schritten) kann die Analyse mittels Immunoassay oder Chromatografie erfolgen.

#### Vor- und Nachteile der Methode
Im klinischen Bereich findet die Technik vielfach Anwendung als Biomarker für Diagnose, Prognose und Management, aber vor allem für die Erforschung von Erkrankungen wie dem Cushing-Syndrom, schwerem Stress, Herz-Kreislauf-Erkrankungen sowie psychischen Erkrankungen. Dabei stehen allerdings aufgrund der Neuheit der Methode noch einige Erkenntnisse zu Standardisierung und Vergleichbarkeit aus.

### Diagnostik: Stimulation endokriner Achsen
Um nachzuweisen, ob die Funktionalität einer Hormonachse uneingeschränkt ist, ist unter Umständen nicht sinnvoll, ausschließlich basale Messungen der beteiligten Hormone in beispielsweise Blut, Urin, Speichel oder Haar vorzunehmen. Aus diesen Messungen kann man weder ableiten, auf welcher Ebene bei zu hohen oder zu niedrigen Werten eine Dysregulation vorliegt, noch, ob trotz eines unauffälligen Ergebnisses Dysregulationen zwischen verschiedenen Ebenen bestehen, die sich aber gegenseitig ausgleichen.
Mithilfe pharmakologischer Funktionstests kann man sowohl die Feedbacksensitivität als auch die Reaktivität einer Hormonachse bestimmen. Die eingesetzten Pharmaka haben, aufgrund ihrer agonistischen (stimulierenden) bzw. antagonistischen (hemmenden) Wirkung, Auswirkungen auf die Stimulation oder Unterdrückung der Freisetzung von Hormonen auf der jeweiligen Ebene der Achse.
Die Einteilung der auch als pharmakologische Provokationstests bezeichneten Tests lässt sich anhand der beeinflussten Achse sowie der Regulationsebene vornehmen.
1. Eine zentrale Wirkung wird ausgelöst, indem ein physiologischer Stressor pharmakologisch ausgelöst wird.
2. Blut-Hirn-Schranke-passierende Pharmaka beeinflussen die Freisetzung von Releasing-Hormonen, indem sie als Rezeptorliganden der jeweiligen Neurotransmitter wirken.
3. Die Freisetzung des Endohormons einer bestimmten Achse aus Hormondrüsen wird durch die Gabe von synthetischen Tropinen erzielt.
4. Zur Überprüfung der Funktionalität der Rückkopplungsschleife wird das jeweilige Endohormon durch Gabe stark erhöht, oder die Konzentration durch Behinderung der Synthese verringert.
Zusätzlich zu pharmakologischen Funktionstests wird in der Forschung auch eine Stimulation der HHNA durch künstlich generierte Stressoren angewandt. Hiefür kann der Trier Social Stress Test genutzt werden (TSST). Der TSST ist der verbreitetste standardisierte psychologische Stresstest, welcher nachweislich zu einer Erhöhung der HHNA-Aktivität führt.

#### Zusammenfassung einiger wichtiger endokrinologischer Tests
Durch den Insulin-Toleranz-Test (ITT) wird über verschiedene Zwischenschritte eine Hypoglykämie ausgelöst. Diese wirkt als Stressor. Er wird zur Diagnostik der Hypothalamus-Hypophysen-Nebennierenrinde-Achse (HHNA), des Hypothalamus-Hypophysär-somatotropen Systems und des Hypothalamus-Hypophysär prolaktinergen Systems eingesetzt.
Naloxon ist ein Opiatantagonist, dieser blockiert die Hemmung der Freisetzung von CRH und GnRH. Der Naloxontest führt also dazu, dass die HHNA- und Hypothalamus-Gonaden-Achsen-Aktivität gesteigert wird.
CRH-,TRH- und GnRH-Stimulationstests wirken hypophysär und lösen einen Anstieg der jeweiligen Tropine (ACTH, TSH oder LH und FSH) aus. Untersucht wird eine Dysregulation auf hypophysärer Ebene.
Dexamethason bindet besonders an die Glucocorticoidrezeptoren der Hypophyse. Dies führt zu einer Unterdrückung der ACTH- und folglich der Cortisolfreisetzung. Der Dexamethason-Suppressionstest kann auch zusammen mit einem HHNA-Stimulationstest durchgeführt werden, sofern eine abnorme Unterdrückung von Cortisol vermutet wird. Hyperaktive CRH-Neurone im Hypothalamus gelten als Ursache für eine mögliche verringerte Wirkung des DEX-Tests.
Weitere Überprüfungsmöglichkeiten sind der Fenfluramin-, L-Dopa-, Metroclopramid-, ACTH-, Glucosesuppressions- und der Clonidintest.

### Potenzielle Störvariablen
In psychoneuroendokrinen Studien können sich bestimmte Faktoren auf die Ergebnisse auswirken und sollten deshalb in den Studien berücksichtigt werden. Gleichzeitig könnten sie eine Erklärung für die Heterogenität der bereits vorhandenen Befunde liefern. Zu diesen Faktoren gehören beispielsweise das Geschlecht, das Alter sowie der Body-Mass-Index (BMI) von Personen.
Während sich hinsichtlich einer Vielzahl psychischer Prozesse und klinischer Erkrankungen große Geschlechterunterschiede zeigen, bestehen auch endokrine Unterschiede. Studien deuten beispielsweise darauf hin, dass Männer verglichen mit Frauen einen höheren basalen Cortisolspiegel aufweisen. Unterschiedliche Geschlechterverhältnisse in Studien könnten demnach zu der Heterogenität der Befunde beitragen.
In vielen Studien zeigten sich veränderte endokrine Prozesse mit steigendem Alter, wie beispielsweise eine steigende tägliche Cortisolausschüttung, eventuell durch eine reduzierte Anzahl von Mineralcorticoidrezeptor (MRs) und Glucocorticoidrezeptoren (GRs), was zu einer erhöhten CRH-Sekretion und als Konsequenz zu einer erhöhten ACTH- und Cortisol-Ausschüttung führt.
Es gibt viele Hinweise darauf, dass ein hoher BMI und ein erhöhtes Verhältnis von Taille zu Hüfte mit veränderten psychoendokrinen Prozessen wie z. B. einem erhöhten basalen Cortisolspiegel assoziiert ist. Die Ursache dafür ist nicht endgültig geklärt.

## Klinische Forschungsfelder der Psychoneuroendokrinologie

### Stress

#### Mögliche endokrine Prozesse im Kontext von Stress
Ein wichtiges Forschungsfeld der PNE befasst sich mit dem Zusammenhang zwischen Stress und den potentiell folgenden Reaktionen des neuroendokrinologischen Systems. Der Hauptfokus der Forschung lag hierbei in den letzten Jahrzehnten auf der Erfassung von Veränderungen in Funktionen der HNNA nach dem Auftreten belastender Lebensereignisse. Ein in der PNE-Forschung häufig herangezogenes Maß für die Funktionalität der HNNA ist unter anderem der Cortisolspiegel. Lange zeigten sich in der PNE-Forschung große Inkonsistenzen in Bezug auf die Richtung des Zusammenhangs zwischen verschiedenen Stressoren und den physiologischen Maßen der Stressantwort der HNNA-Funktion, sodass nach Moderatorvariablen dieses Zusammenhangs geforscht wurde. Hierbei wurden sowohl Eigenschaften der Stressoren als auch spezifische Eigenschaften der betroffenen Personen diskutiert.

#### Mögliche Determinanten psychoendokriner Prozesse im Kontext von Stress
Vergangene Zeit seit Auftreten des Stressors
Aus metaanalytischen Befunden kann geschlussfolgert werden, dass akuter Stress mit einer initialen Aktivierung der HNNA verbunden ist. Dies äußert sich zum Beispiel in einer erhöhten Cortisolaufwachreaktion, erhöhter Ausschüttung über den Tag hinweg, erhöhtem ACTH-Spiegel im Blut und einer erhöhten Cortisolreaktion im Dexamethason-Suppressionstest. Mit zunehmendem Zeitintervall nach Auftreten des Stressors zeigt sich jedoch ein Rückgang in der HNNA-Aktivität und somit des Cortisolspiegels, der gegebenenfalls auf hyponormale Werte, also unter das Ausgangslevel, absinkt.
Auswirkungen der Art des Stressors auf die HHNA-Reaktion
Forschungsbefunde geben Hinweise darauf, dass verschiedene Arten von Stressoren verschiedene Reaktionen der HNNA hervorrufen. Stressoren, die die physische Unversehrtheit einer Person bedrohen sowie Traumata scheinen eher mit einer erhöhten, aber flacheren Cortisolausschüttung über den Tag hinweg einherzugehen. Während die Ausschüttung am Morgen im Vergleich zu Personen, die dem Stressor nicht ausgesetzt waren, leicht reduziert ist, ist die Sekretion am Nachmittag und am Abend deutlich erhöht. Bei Konfrontation mit sozialen Stressoren hingegen ergaben sich Hinweise auf erhöhte Cortisolwerte über den gesamten Tag hinweg. Sowohl der Morgencortisolspiegel, als auch der Spiegel am Nachmittag und Abend waren verglichen mit Personen, die diesen Stressoren nicht ausgesetzt waren, deutlich höher. Diese insgesamt erhöhte HNNA-Aktivität wird in der Literatur als funktional interpretiert, denn Cortisol stellt Energie für adaptive Verhaltensweisen bereit, um auf potentiell auftauchende Stressoren reagieren zu können
(siehe auch: Stressreaktion).
Emotionen
Emotionen können sowohl die Richtung als auch das Ausmaß der HNNA-Reaktion in unterschiedlichen Situationen beeinflussen. Damit stellen sie das psychologische Bindeglied zwischen Stressoren und den biologischen Prozessen der HNNA dar und gelten als die stärksten Determinanten für Veränderungen der HNNA-Funktionen. Als kritische Emotion im Zusammenhang mit Stress gilt Scham. Stresssituationen, die Scham hervorrufen, sind vor allem mit einem höheren Cortisolspiegel am Nachmittag/Abend assoziiert. Unter Laborbedingungen verstärken Schamgefühle die HNNA-Aktivierung in akuten Stresssituationen ebenfalls. Dieser Zusammenhang scheint allerdings nicht bei langanhaltendem Stress, wie zum Beispiel bei Veteranen, die unter PTBS leiden, zu gelten. Hier scheint Scham einen umgekehrten Einfluss auf die Cortisolsekretion zu zeigen, da er mit verringerten Cortisolspiegel einhergeht.
Weiterhin gilt Verlust als potentieller Moderator der HNNA-Reaktion. Man vermutet, dass Stress, ausgelöst durch einen schweren Verlust, die HNNA aktiviert. Die dadurch anhaltende Ausschüttung von Cortisol scheint mit dem Ausbruch einer Depression verbunden zu sein. Stress, der mit Verlust assoziiert ist, ist laut Forschungsbefunden eher mit einem abgeflachten Cortisol-Profil über den Tag hinweg assoziiert. Der morgendliche Cortisolspiegel ist dabei niedriger, während Nachmittags-/Abend-Cortisolwerte höher sind. Die Ausschüttung von Cortisol wird unter anderem durch soziale Interaktionen reguliert. Da Verlust zu Isolation und Rückzug von sozialen Aktivitäten führt, könnte dieses flache Cortisol-Profil als Resultat einer Verlust bedingten Depression gesehen werden.
Kontrollierbarkeit
Studien an Tieren und Menschen in akuten Stresssituationen konnten bereits zeigen, dass die Sekretion von Cortisol verstärkt ist, wenn man das Gefühl hat, den Stressor nicht beeinflussen zu können. Bei chronischem Stress wird hingegen angenommen, dass wahrgenommene Unkontrollierbarkeit des Stressor zu einer verringerten HNNA-Aktivität führt und so Rückzug und Vermeidungsverhalten erklärt. Im Gegensatz dazu könnte hier die Wahrnehmung von Kontrolle eine Aktivierung der HNNA bewirken, um so aktive Bewältigungsstrategien metabolisch zu unterstützen.
In Untersuchungen konnte gezeigt werden, dass Unkontrollierbarkeit von chronischem Stress einen abgeflachten Tagesrhythmus der Cortisolausschüttung (geringe Werte am Morgen und weniger deutlicher Abfall im Tagesverlauf) mit einem insgesamt höheren Cortisol-Volumen im Körper über den Tag zu bedingen scheint. Entgegengesetzt dazu wurden höhere Cortisolwerte am Morgen gefunden, wenn chronischer Stress als kontrollierbar bewertet wird. Demnach könnte die morgendliche Aktivierung dabei helfen, entsprechende Bewältigungsstrategien umzusetzen.

### Posttraumatische Belastungsstörung
Die Posttraumatische Belastungsstörung (PTBS) ist eine schwere psychische Erkrankung, deren Ursache auf ein Trauma zurückzuführen ist. Traumata als Situationen extremer Belastung können weitreichende Folgen haben, die sich bei ungünstigem Verlauf in Form einer PTBS chronifizieren können. Es bestehen Hinweise aus der Forschung, dass Symptome einer PTBS unter anderem als Manifestationen stressinduzierter Veränderungen neurobiologischer Systeme gesehen werden können. Zu diesen gehören unter anderen neuroendokrinologische Systeme wie die Hypothalamus-Hypophysen-Nebennierenrinden-Achse (HHNA), die Hypothalamus-Hypophysen-Schilddrüsen-Achse (HHSA) sowie verschiedene Neurotransmitter- (z. B. Noradrenalin) und Neuropeptidsysteme (z. B. Corticotropin-releasing Hormone (CRH)). Diese Systeme sind Teile neuronaler Schaltkreise, die an der Regulation von Stress und Angst beteiligt sind. Veränderungen dieser Systeme durch einschneidende Lebensereignisse wie Traumata können mit einer erhöhten Stresssensibilität einhergehen und Auswirkungen auf die synaptische Plastizität von Hirnregionen haben, die an Furchtkonditionierungsprozessen und der Löschung angsterfüllter Gedächtnisinhalte beteiligt sind, was letztlich zu PTBS-typischer Symptomatik beitragen kann.
Hypothalamus-Hypophysen-Nebennierenrinden-Achse
Die Hypothalamus-Hypophysen-Nebennierenrinden-Achse (HHNA) spielt für Theorien zur Entstehung und Aufrechterhaltung einer PTBS eine bedeutende Rolle. Forschungsergebnisse zeigen, dass Glucocorticoide bei der Furchtkonditionierung und der Löschung von Gedächtnisinhalten mitwirken, indem sie zur Hemmung des Abrufs alter Gedächtnisinhalte sowie zur Konsolidierung von neuen Gedächtnisinhalten beitragen.
Bei Betroffenen zeigte sich bislang im Vergleich zu nicht betroffenen Untersuchungsgruppen die Tendenz zu einer erhöhten Feedbacksensitivität, also einer zu sensiblen Rückmeldung an den Hypothalamus, dass genug Cortisol im Kreislauf vorhanden ist, und infolgedessen einer verringerten Cortisolkonzentration. Im Zusammenhang dazu werden ein höheres Bindungspotential der Glucocorticoidrezeptoren, eine erhöhte Signalweiterleitung in den peripheren Blutzellen und ein erhöhter CRH-Spiegel (s. unten) im zentralen Nervensystem diskutiert. Erste Studienergebnisse legen nahe, dass die Behandlung mit Hydrocortison dem entgegenwirken und bei einer Verabreichung direkt nach dem Trauma der Entwicklung einer PTBS vorbeugen könnte. Dem muss allerdings in kommenden Studien weiter nachgegangen werden.
Corticotropin-releasing Hormone und Noradrenalin
Ein weiterer zentralnervöser Kreislauf, der relevant für die Entstehung der PTBS sein könnte und unmittelbar mit den genannten Befunden zusammenhängt, ist die Verbindung von Amygdala und Hypothalamus mit dem Locus Coeruleus, von dem hauptsächlich noradrenerge Neurone Signale in andere Regionen senden. Die Interaktion von CRH und Noradrenalin in diesem Kreislauf wird assoziiert mit einer erhöhten Furchtkonditionierung und dem erleichterten Speichern emotionaler Erinnerungen sowie gesteigertem Arousal diskutiert. Aus dem im Rahmen von Studien beobachteten erhöhten CRH-Spiegel in Betroffenen mit PTBS könnte daher auf eine Hyperaktivität dieses genannten Kreislaufes und damit ein vereinfachtes Furchterlernen geschlossen werden.
Die Ausschüttung von Noradrenalin aus sympathischen Nervenenden beeinflusst des Weiteren auch die autonome Stressantwort durch das Sympathoadrenomedulläre System, auch als Kampf-oder-Flucht-Reaktion bekannt. Während dieser Reaktion wird die Ausschüttung von Adrenalin und Noradrenalin aus dem Nebennierenmark stimuliert. Es wird gegenwärtig angenommen, dass durch die reduzierte Konzentration von Glucocorticoiden in Betroffenen mit PTBS diese Stressantwort weniger inhibiert und damit länger aufrechterhalten wird, was die erhöhte Konzentration von Adrenalin und Noradrenalin im Urin, aber auch Symptome wie Hyperarousal oder eine erhöhte psychophysiologische Reaktivität in Bezug auf Erinnerungen an das Trauma erklären könnte.
Studien zeigen, dass die Gabe von adrenergen Blockern wie Propanolol einen reduzierenden Effekt der physiologischen Reaktionen auf das Trauma bzw. die traumatische Erinnerungen haben könnten. Ein direkter Einfluss auf die Entstehung von PTBS konnte hier aber bislang nicht festgestellt werden und muss noch weiter erforscht werden.
Hypothalamus-Hypophysen-Schilddrüsen-Achse
Viele Studien beschreiben eine Veränderung der Hypothalamus-Hypophysen-Schilddrüsen-Achse (HHSA) in Zusammenhang mit dem Erleben von psychischen Traumata. Die Veränderungen betreffen zum einen die Konzentration des von der Hypophyse ausgeschütteten Steuerhormons Thyreotropin (TSH), sowie das von der Schilddrüse produzierte Thyroxin (T4) und das daraus umgewandelte, metabolisch aktivere Trijodthyronin (T3).
So sei in von PTBS Betroffenen ein erhöhter T3-Wert feststellbar sowie eine vermehrte Umwandlung von T4 in T3. Der Effekt von T3 auf die PTBS-Symptomatik bleibt bislang unklar; vorgeschlagen wurde ein Zusammenhang von erhöhtem T3-Level mit gesteigerter Ängstlichkeit. In einer längsschnittlichen Untersuchung zeigte sich ein Zusammenhang zwischen der Stärke einer Hypothyreose und der Stärke der PTBS-Symptomatik.  Des Weiteren scheint die „Einstellung“ der HHSA relativ stabil und durch psychotherapeutische Behandlung der PTBS schwer veränderbar zu sein.
Schnittstellen zu nicht-neuroendokrinen Systemen
BDNF (engl.: brain-derived neurotrophic factor) ist ein Wachstumsfaktor, der für die normale Funktionsweise gewisser Areale im Hippocampus und der Amygdala wichtig ist. Chronischer Stress, wie er bei PTBS auftritt, scheint in hippocampalen Arealen Neurone zu schädigen und die BDNF-Signalübertragung zu verringern, wodurch es zu generalisierten Angstreaktionen kommen könnte. Eine erhöhte Signalübertragung in Arealen der Amygdala hingegen scheint zur erhöhten Konsolidierung angstbezogener Erinnerungen zu führen. Die Messung der BDNF-Blutkonzentration bei Menschen mit PTBS hat teils gemischte Ergebnisse hervorgebracht, es scheint aber eine Erhöhung bei kürzlich erfahrenen Traumata und eine Verringerung bei zeitlich weiter zurückliegenden zu geben.
Endocannabinoide sind Neurotransmitter, die an der Auslöschung angstbezogener Erinnerungen beteiligt sind. Die Kompensation der verringerten Konzentration von Endocannabinoiden, wie sie Menschen mit PTBS typischerweise zeigen, wird als therapeutischer Ansatzpunkt diskutiert, jedoch ist die Befundlage derzeit noch zu gering, um eindeutige Aussagen über die Wirksamkeit solcher therapeutischer Maßnahmen machen zu können.

### Depression und Burnout
Dysfunktionale Stresssysteme werden mit psychischen Störungen wie Depression und dem Burnout-Syndrom in Verbindung gebracht. Eines der wichtigsten Stresssysteme ist die Hypothalamus-Hypophysen-Nebennierenrinden-Achse (HHNA), die die Ausschüttung von Cortisol reguliert. Da sowohl Depressionen als auch das Burnout-Syndrom stark mit Stress assoziiert werden und eine erhebliche Symptomüberlappung aufweisen, gibt es anhaltende Debatten darüber, ob es sich beim Burnout-Syndrom um eine besondere Untergruppe der Depression handelt oder ob sie zwei verschiedene Störungsbilder darstellen. Eine systematische Analyse von Gemeinsamkeiten und Unterschieden der basalen HPA-Achsen-Aktivität und ihre Reaktion auf Stress in diesen beiden Bedingungen könnte eine biologische Basis darstellen und dabei helfen diese Frage zu klären.
Mithilfe verschiedener Methoden können die Gemeinsamkeiten und Unterschiede der basalen HHNA-Aktivität und ihre Reaktion auf Stress in Menschen mit Depression und in Menschen mit Burnout-Syndrom angegeben werden. In Menschen mit Depression zeigen viele Studien ein erhöhtes basales Cortisollevel in der Cortisol-Aufwachreaktion (CAR). Interessanterweise legen zudem auch einige Studien nahe, dass die erhöhte CAR hauptsächlich bei Personen mit einer melancholischen Depression zu finden ist und nicht auch bei Individuen mit einer atypischen Depression. Diese Befunde unterstützen die Annahme, dass es subtypen-spezifische Unterschiede in der CAR bei Depressionen gibt. Zudem finden einige Studien ebenfalls ein erhöhtes Cortisollevel im basalen Speichel-Glucocorticoidspiegel sowie im Urin- und Haarcortisolspiegel. Für den Cortisolspiegel im Blutserum im Tagesverlauf lassen sich noch keine eindeutigen Aussagen treffen. Auch bei dem TSST ergibt sich kein klares Bild der Cortisol-Reaktion bei einer aktuellen Depression, die meisten Studien finden keinen Unterschied zwischen den Gruppen. In der Remission zeigen Personen mit zurückliegenden Depressionen eine allgemein verringerte Cortisolsekretion als Reaktion auf den Trier Social Stress Test (TSST). Vor allem bei Frauen sind diese Befunde konsistenter. Bei pharmakologischen Funktionstests ergeben sich starke Hinweise, dass bei Personen mit Depressionen eine verminderte Unterdrückung nach einer pharmakologischen Belastung mit Dexamethason vorliegt.
Für das Burnout-Syndrom lässt sich keine eindeutige Aussage in Bezug auf die basale Cortisolsekretion treffen. In den wenigen vorhandenen Studien findet man ein tendenzielles verringertes Level an Cortisol im Urin, ein erhöhtes jedoch im Haar. Übergreifend findet man mehr Studien, die auf verringerte Level an Cortisolsekretion in Menschen mit dem Burnout-Syndrom stoßen, im Vergleich zu gesunden Kontrollpersonen. Hinsichtlich der Cortisolreaktivität beim TSST lassen sich beim Burnout-Syndrom keine eindeutigen Aussagen treffen, ebenso unklar ist die Lage bei pharmakologischen Funktionstests, bei denen sich unterschiedliche Ergebnisse finden lassen.
Insgesamt ist zu sagen, dass die größte Limitation in der Forschung zum Burnout-Syndrom die uneinheitlichen diagnostischen Kriterien darstellen. Diese führen zu einer mangelhaften Vergleichbarkeit der verschiedenen Studien und erschweren es zu klären, ob es sich bei Depression und dem Burnout-Syndrom um dasselbe Störungsbild handelt oder nicht. Zudem limitiert die geringe Anzahl an Studien zu der basalen und reaktiven Cortisolausschüttung beim Burnout-Syndrom ebenfalls die Forschung.
Sobald die Forschung genug Erkenntnisse dazu gesammelt hat, welche Rolle Cortisol und andere Hormone bei der Pathogenese von Depression und dem Burnout-Syndrom spielen sowie welchen Einfluss sie auf die Wirkung von Therapien haben, könnten diese Erkenntnisse für eine biologisch informierte Diagnostik und Therapie genutzt werden. Bislang sind die Befunde jedoch zu heterogen.